# 朝阳公园 (渭南)
34°29′40″N 109°28′49″E / 34.494319°N 109.48023°E
渭南市朝阳公园是一座位于中华人民共和国陕西省渭南市的城市综合公园，该公园占地285亩，于2009年10月1日正式开放运营。

## 地理位置
朝阳公园位于渭南市朝阳大街中段，金水路以西，东起供电局家属院，西至杜化路，南至华山大街，东西宽390米，南北长分别为543米、449米，总占地面积约285亩。

## 历史
渭南市区长期以来仅有沋河公园一座城市公园，2008年，在穿越城区的货运铁路线被彻底拆除后，渭南市政府决定在市区西部修建一座大型综合公园，该项目于2008年8月开工建设，总投资达1亿元。
开工之初，渭南市城乡建设局曾面向社会公开征集公园名称，要求能准确反映渭南市历史文化底蕴和生态公园的特色内涵，最终经过评定，公园按照所处位置（公园位于朝阳大街上）被命名为朝阳公园。朝阳公园项目是渭南市全市十大民生工程之一，被列入2008年市级重点项目。2009年10月1日公园建成并正式向市民开放。朝阳公园还是渭南市最大的地震避难场所，是陕西省“十一五”突发公共事件应急体系建设规划的重点建设项目，渭南市地震局共投资96.4万元在该项目上，应急避难面积约10万平方米，2010年12月22日，该避难场所通过验收，成为渭南城区首个应急避难场所，能满足3—5万人应急避难。

## 园内设施
原用于陕西省耀县秦岭水泥厂专线的前进型蒸汽机车2698号保存于朝阳公园入口处。

## 交通
渭南公交4路，6路，19路设置朝阳公园站。